# Blåsskinnbaggar
Blåsskinnbaggar (Microphysidae) är en liten familj i insektsordningen halvvingar.
Blåsskinnbaggar är små halvvingar med en kroppslängd på omkring 1,2 till 3 millimeter. Flest beskrivna arter finns i den palearktiska regionen, men i familjen finns även några arter som hör till den nearktiska regionen. 
De blåsskinnbaggar som förekommer i den palearktiska regionen uppvisar ofta en tydlig könsdimorfism, genom att hanen har fullt utvecklade vingar medan honan har en bredare och mer rundad eller droppformad bakkropp än hanarna och förkortade vingar.
Blåsskinnbaggar lever på rov och födan utgörs av ägg, larver och fullvuxna individer av andra mindre leddjur som sköldlöss, bladlöss, hoppstjärtar, trips och kvalster. De är främst trädlevande insekter och honorna hittas ofta på trädstammar som är bevuxna med mossor och lavar. Särskilt äldre träd erbjuder därför lämpliga livsmiljöer. Under parningstiden flyger hanarna aktivt omkring och söker efter honor. De kan då hittas i gräs, örter och buskar nedanför eller omkring träd som hyser honor. Övervintringen sker som ägg.

## Svenska arter
- Liten kulskinnbagge (Loricula ruficeps)
- Loricula elegantula
- Loricula pselaphiformis
- Myrmedobia coleoptrata
- Myrmedobia distinguenda
- Myrmedobia exilis